# Niccolò Leonico Tomeo
Niccolò Leonico Tomeo (łac. Leonicus Thomaeus; ur. w lutym 1456 w Wenecji, zm. 1531 w Padwie) – wenecki filozof i tłumacz pochodzenia albańskiego. Wśród jego przekładów znajdują się prace Arystotelesa.

## Życiorys
Uczył się języka greckiego pod okiem Demetriosa Chalkokondylesa. W 1497 roku został wykładowcą na Uniwersytecie Padewskim; jednym z jego studentów był angielski kardynał Reginald Pole.
W 1502 roku biskup diecezji Treviso Bernardo de' Rossi mianował go prepozytem kolegiaty w Montebellunie. Prowadził także działalność wydawniczą.